# George M. Dallas

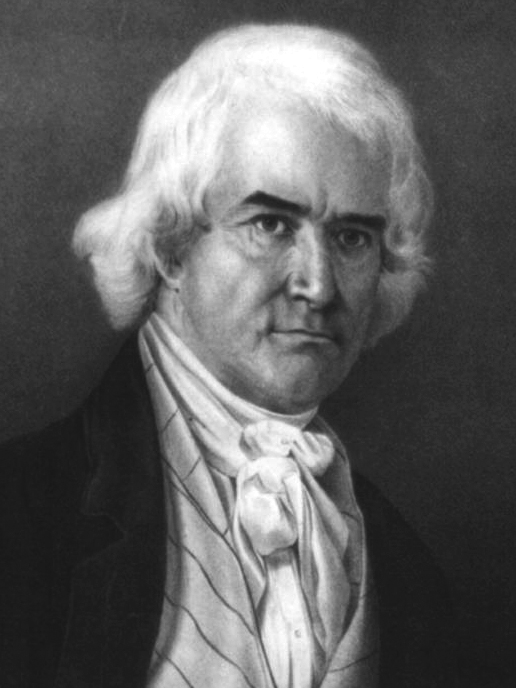
George M. Dallas

George Mifflin Dallas (* 10. Juli 1792 in Philadelphia, Pennsylvania; † 31. Dezember 1864 ebenda) war ein US-amerikanischer Politiker (Demokratische Partei) und von 1845 bis 1849 Vizepräsident der Vereinigten Staaten unter Präsident James K. Polk.

## Leben
George M. Dallas, der einer alten schottischen Familie entstammte, studierte Rechtswissenschaften an der Princeton University und machte dort 1810 seinen Abschluss. Ab 1813 arbeitete er als Privatsekretär des Finanzministers Albert Gallatin. 1814 ging er nach New York, wo er als Rechtsanwalt tätig war. Zwischen 1815 und 1817 war er als Solicitor bei der Bank of the United States beschäftigt.
Im Jahr 1817 kehrte Dallas nach Philadelphia zurück und wurde als stellvertretender Attorney General Mitglied der Staatsregierung; er machte sich zudem für die Wahl von Andrew Jackson zum US-Präsidenten stark. Vom 21. Oktober 1828 bis zum 15. April 1829 hatte er das Amt des Bürgermeisters von Philadelphia inne; im Anschluss fungierte er in der Nachfolge von Charles Jared Ingersoll bis 1831 als Bundesstaatsanwalt für den östlichen Distrikt von Pennsylvania. Nach dem Rücktritt von US-Senator Isaac D. Barnard gewann er die Nachwahl um dessen Mandat und gehörte vom 13. Dezember 1831 bis zum 4. März 1833 dem Kongress an; auf eine erneute Kandidatur verzichtete er. In seinem Heimatstaat war er danach bis 1835 Attorney General. Während der Jahre 1836 bis 1839 amtierte er als Botschafter der Vereinigten Staaten in Russland, wo er auf John Randolph Clay folgte.
Bei der Wahl von 1844 wurde Dallas an der Seite von James K. Polk zum Vizepräsidenten der Vereinigten Staaten gewählt. Er übte dieses Amt vom 4. März 1845 bis zum 4. März 1849 aus. Für die Präsidentschaftswahl 1848 strebten Polk und Dallas keine Wiederwahl an. Nach der Niederlage der Demokraten bei dieser Wahl hielt er sich eine Zeit lang von der Politik fern und wurde wieder als Rechtsanwalt tätig, bis ihn Präsident Franklin Pierce 1856 als Nachfolger von James Buchanan zum Botschafter der Vereinigten Staaten im Vereinigten Königreich ernannte, wo er versuchte, die Beziehungen zwischen beiden Staaten zu verbessern. Am 16. Mai 1861 kehrte er nach Amerika zurück und sprach sich im Bürgerkrieg entschieden für die Erhaltung der Union aus. Er starb kurz vor Kriegsende am 31. Dezember 1864 in seiner Heimatstadt Philadelphia. Von 1816 bis zu seinem Tod war er mit Sophia Dallas verheiratet und hatte mit ihr acht Kinder.
Die Stadt Dallas im Bundesstaat Texas und andere Orte, darunter vier Countys, in den USA wurden nach ihm benannt. George M. Dallas war der Onkel des berühmten Physiker Alexander Dallas Bache, dem Ur-Enkel von Benjamin Franklin. Sein Vater Alexander J. Dallas war Finanzminister unter Präsident James Madison gewesen; der wiederum war der Urur-Großonkel von Claiborne Pell, US-Senator für Rhode Island.